# 緑町 (春日部市)
緑町（みどりちょう）は、埼玉県春日部市の町丁。現行行政地名は緑町一丁目から緑町六丁目。住居表示実施地区。郵便番号は344-0063。

## 地理
埼玉県東部、春日部市中央部（旧春日部市東部）に位置する。北側で粕壁東に、東側で牛島および藤塚に、南側で備後東および一ノ割に、西側で南に隣接する。西縁を東武伊勢崎線（東武スカイツリーライン）が通り、一ノ割駅の一部（上下線の線路と上りホームの北部）がある。国道4号が中央部を南北に通る。緑町二丁目 - 五丁目の大落古利根川の河川敷およびその周辺が市街化調整区域に指定されており、そのほかは市街化区域に指定されている。国道4号の沿線には店舗や事業所のほか工場・倉庫が多く、それ以外は主に住宅地域となっている。生産緑地地区もみられる。

### 河川
- 大落古利根川

### 地価
住宅地の地価は、2023年（令和5年）1月1日時点の公示地価によれば、緑町六丁目3356番5（住居表示は緑町六丁目16番18号）の地点で106,000円/m2、緑町二丁目423番11外（住居表示は緑町二丁目8番17-3号）の地点で81,200円/m2となっている。

## 歴史
- 1976年（昭和51年）6月1日 - 住居表示実施により、春日部市大字粕壁の一部から緑町一丁目 - 六丁目が成立[9][5]。
- 1983年（昭和58年）4月1日 - 緑町五丁目に春日部市立緑中学校が開校する[10]。
- 2005年（平成17年）10月1日 - 春日部市と北葛飾郡庄和町が合併し、新たな春日部市が発足[11]。同市の町丁となる[12]。

## 世帯数と人口
2024年（令和6年）1月1日時点の世帯数と人口は、以下のとおりである。
| 丁目       | 世帯数    | 人口    |
| ---------- | --------- | ------- |
| 緑町一丁目 | 688世帯   | 1,414人 |
| 緑町二丁目 | 894世帯   | 1,865人 |
| 緑町三丁目 | 660世帯   | 1,437人 |
| 緑町四丁目 | 745世帯   | 1,568人 |
| 緑町五丁目 | 198世帯   | 419人   |
| 緑町六丁目 | 1,462世帯 | 2,790人 |
| 計         | 4,647世帯 | 9,493人 |

## 小・中学校の学区
市立小・中学校に通う場合、学区（校区）は以下のとおりとなる。
| 丁目       | 区域           | 小学校               | 中学校                 |
| ---------- | -------------- | -------------------- | ---------------------- |
| 緑町一丁目 | 1番 - 2番28号  | 春日部市立粕壁小学校 | 春日部市立春日部中学校 |
| 緑町一丁目 | 2番29号 - 15番 | 春日部市立緑小学校   | 春日部市立緑中学校     |
| 緑町二丁目 | 全域           | 春日部市立緑小学校   | 春日部市立緑中学校     |
| 緑町三丁目 | 全域           | 春日部市立緑小学校   | 春日部市立緑中学校     |
| 緑町四丁目 | 全域           | 春日部市立緑小学校   | 春日部市立緑中学校     |
| 緑町五丁目 | 全域           | 春日部市立緑小学校   | 春日部市立緑中学校     |
| 緑町六丁目 | 全域           | 春日部市立緑小学校   | 春日部市立緑中学校     |

## 交通

### 鉄道
緑町一丁目・六丁目の各西縁を東武伊勢崎線（東武スカイツリーライン）が通り、一ノ割駅の一部（上下線の線路と上りホームの北部）がある（駅の所在地は一ノ割一丁目）。最寄り駅は地点によって異なり、一ノ割駅のほか、東武伊勢崎線（東武スカイツリーライン）・東武野田線（東武アーバンパークライン）の春日部駅、東武野田線（東武アーバンパークライン）の藤の牛島駅を最寄りとする地点もある。

### 路線バス
朝日自動車杉戸営業所により、春日部駅東口に発着する路線バスが運行されている。
- KB61：春日部駅東口 - 東三丁目 - 女子高前 - 川久保公園 - ハーモニー春日部 - 緑町四丁目 - ベルク春日部緑町店前 - 集会所前 - 消防署前 - 豊野工業団地
- KB62：春日部駅東口 - 東三丁目 - 女子高前 - 川久保公園 - ハーモニー春日部 - 緑町四丁目 - ベルク春日部緑町店前 - 集会所前 - 消防署前
- KB63：春日部駅東口 - 東三丁目 - 女子高前 - 川久保公園 - ハーモニー春日部 - 緑町四丁目 - ベルク春日部緑町店前 - 集会所前
- KB64：春日部駅東口 - 東三丁目 - ハーモニー春日部入口 - 川久保公園 - 川守稲荷大明神 - ベルク春日部緑町店前 - 集会所前 - 消防署前 - 豊野工業団地
- KB65：春日部駅東口 → 東三丁目 → 女子高前 → 川久保公園 → 緑町四丁目 → ハーモニー春日部 → 川久保公園 → 女子高前 → 東三丁目 → 春日部駅東口

### 道路
地内に主要地方道・一般県道は通っていない。
- 国道4号（国道4号線[注釈 2]）
- 谷原樋籠線（ユリノキ通り）

## 施設
緑町一丁目
- 東武鉄道春日部変電所
- 緑町豊団地内遊水池

緑町二丁目
- 緑町第1公園
- 緑町第3公園
- 川久保自治会館
- 川久保公園

緑町三丁目
- 男女共同参画推進センター ハーモニー春日部
- 川守稲荷大明神

緑町四丁目
- 春日部緑町郵便局
- 市営緑町住宅

緑町五丁目
- 元新宿会館
- 春日部市立緑小学校
- 緑放課後児童クラブ
- 埼玉県総合治水事務所
- 緑町排水機場
- 春日部市立緑中学校
- 春日部中央総合病院

緑町六丁目
- 元新宿ふれあい広場
- 緑町第4公園
- 緑町第2公園
- 春日部厚生病院